# 百尺遗址
百尺遗址，位于中国河北省保定市百尺镇，为保定市蠡县的一个省级文物保护单位，类型为古遗址，公布时间为1993年7月15日。
百尺遗址的历史年代为新石器时代、西周、战国。